# Pastelito de Gloria
El pastelito de Gloria es un dulce típico navideño de Andalucía, España. Está hecho con mazapán y está relleno de batata o boniato dulce. Después de hornearlos, se espolvorean con azúcar blanco y se enrollan manualmente. Por regla general, se suelen envolver con un papel de color plata. 
Son también famosos porque los solían fabricar antiguamente las monjas de los conventos, aunque a día de hoy existen fábricas en toda España que los producen masivamente. Junto a turrón, son uno de los dulces más consumidos en España durante las navidades.

## Ingredientes
Aunque los ingredientes cambian según la zona, por lo general suele incluir almendras molidas, azúcar glas, claras de huevo y batatas. La batata también es conocida como boniato o moniato. 